# Nele Wenzel
Nele Wenzel (* 24. November 2001 in Hamm) ist eine deutsche Handballspielerin bei der HSG Bensheim/Auerbach. 

## Leben
Die 2001 in Hamm geborene Nele Wenzel begann schon im Alter von vier Jahren mit dem Handballspiel. Bis 2013 spielte sie beim SC Eintracht Heessen 01/45 Handball e. V., anschließend wechselte sie zum Handball-Leistungs-Zentrum Ahlen. Als Teamkameradin von Malina Marie Michalczik war sie 2015 in der Westfalenauswahl und wurde 2016 für die Jugendnationalmannschaft gesichtet. Mit dem C-Jugend-Team des HLZ war sie 2015 Vize-Westfalenmeister und ihre B-Jugendmannschaft wurde Dritter in der Oberliga. Im Mai 2016 wechselte Wenzel ins Handballinternat der HSG Blomberg-Lippe. Hier spielte sie in der A-Jugend-Bundesliga und mit der zweiten Mannschaft in der 3. Liga West. Für die Saison 2020/21 wurde sie mit einem Bundesligavertrag ausgestattet. Der zunächst einjährige Vertrag wurde bis Mitte 2023 verlängert. Im Sommer 2022 verließ sie vorzeitig den Verein und schloss sich dem Zweitligisten TSG Ketsch an. Ab der Saison 2023/24 stand sie im Kader der HSG Bad Wildungen. Zur Saison 2025/26 wird sie zum Bundesligisten HSG Bensheim/Auerbach wechseln.